# クリケットインド代表

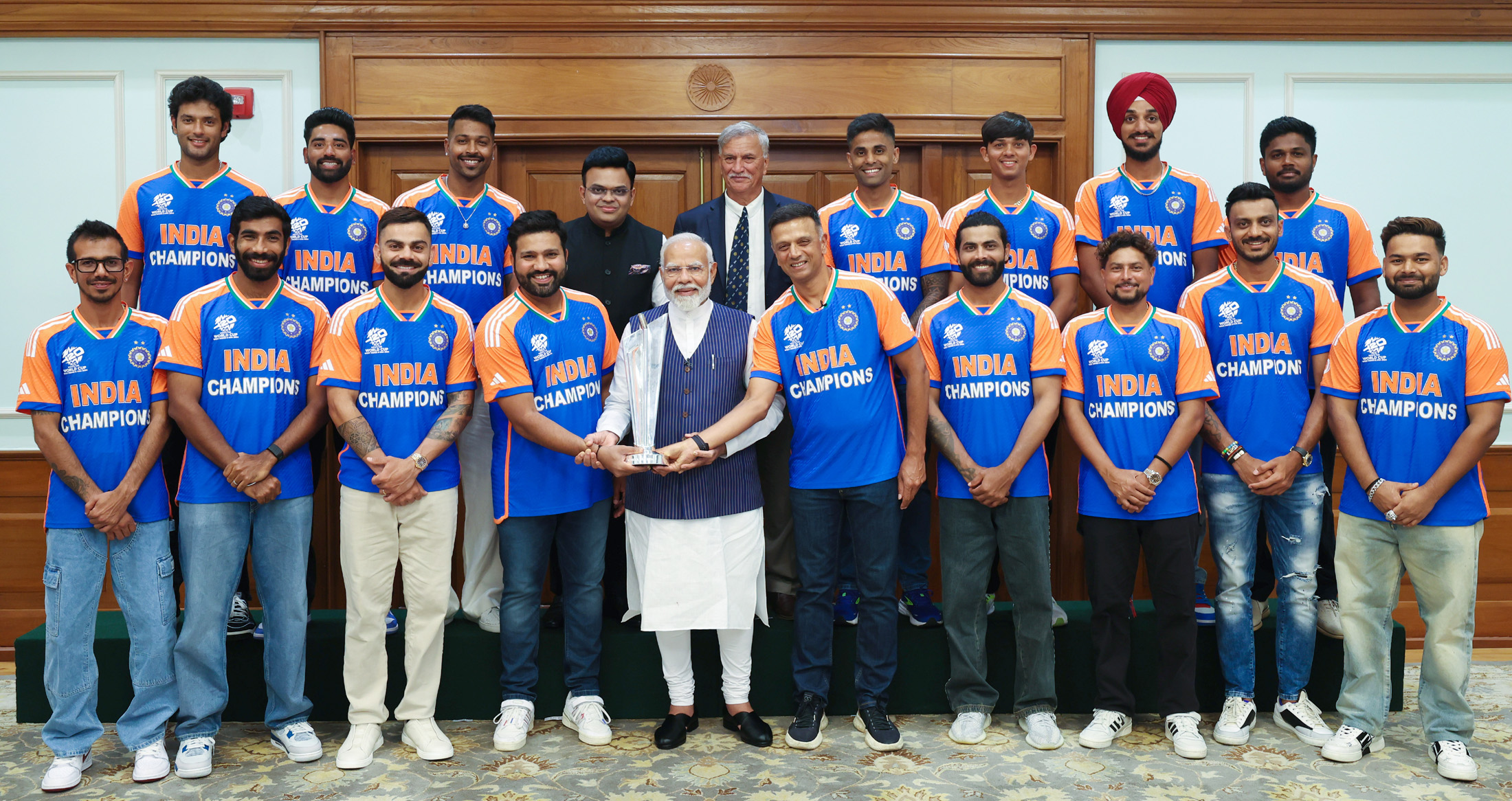
2024年のT20ワールドカップで優勝し、ナレンドラ・モディ首相（前列中央）の祝福を受けるインド代表の選手ら

クリケットインド代表（英: India national cricket team）は、インドクリケット管理委員会により組織されるインドのクリケットナショナルチームである。主将は2024年現在、ロヒット・シャルマ。

## 概要

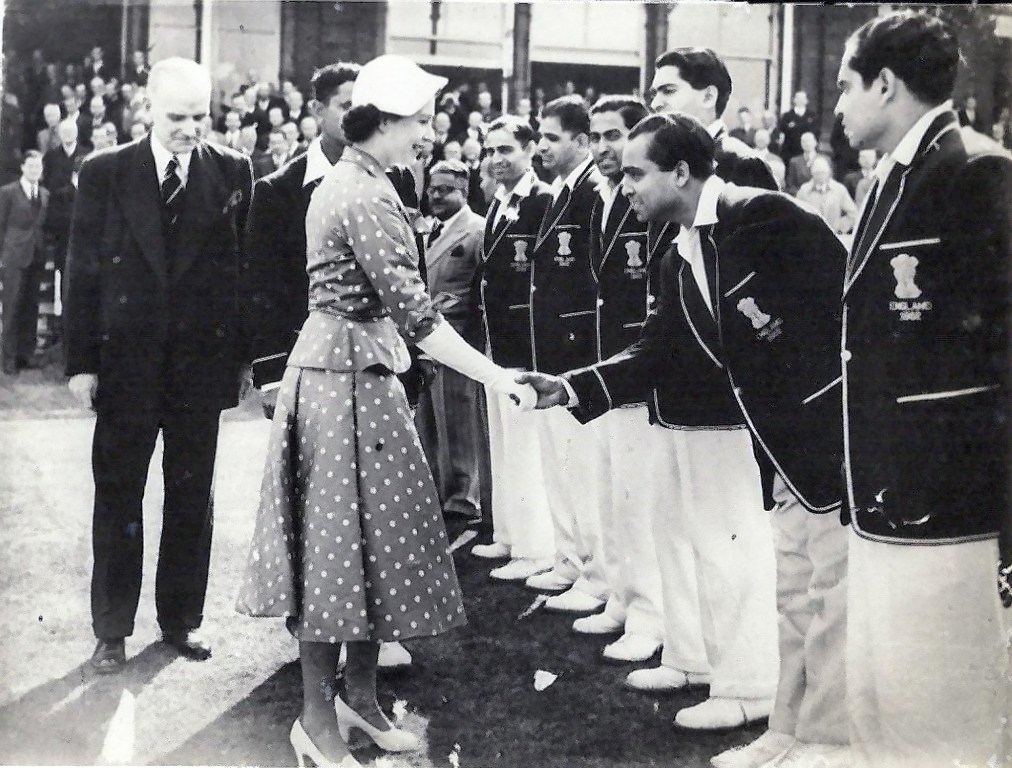
1952年にイギリスでエリザベス2世と握手をするインド代表の選手

過去に世界の頂点である2度のクリケット・ワールドカップ制覇、2度のT20ワールドカップ制覇、2度のICCチャンピオンズトロフィー制覇の功績を残している。
クリケットの最初の試合は1721年であり、代表としての最初のテストマッチは1932年、ローズで行われた対イングランド戦である。

## 代表成績

### ワールドカップ
- 1975 - グループステージ敗退
- 1979 - グループステージ敗退
- 1983 - 優勝
- 1987 - 3位
- 1992 - グループステージ敗退
- 1996 - 3位
- 1999 - グループステージ敗退
- 2003 - 準優勝
- 2007 - グループステージ敗退
- 2011 - 優勝
- 2015: 準決勝敗退
- 2019: 準決勝敗退
- 2023 - 準優勝

### ICC T20ワールドカップ
- 2007 - 優勝
- 2009 - スーパー8敗退
- 2010 - スーパー8敗退
- 2012 - スーパー8敗退
- 2014 - 準優勝
- 2016 - 準決勝敗退
- 2021 - スーパー12敗退
- 2022 - 準決勝敗退
- 2024 - 優勝

### ICCチャンピオンズトロフィー
- 1998 - 準決勝敗退
- 2000 - 準優勝
- 2002 - 優勝
- 2004 - グループステージ敗退
- 2006 - グループステージ敗退
- 2009 - グループステージ敗退
- 2013 - 優勝
- 2017 - 準優勝

### アジアカップ
- 優勝：1984、1988、1990-91、2010、2016、2018、2023

## 主な選手

2011 クリケット・ワールドカップを制した「クリケットの神様」と評されるサチン・テンドルカール

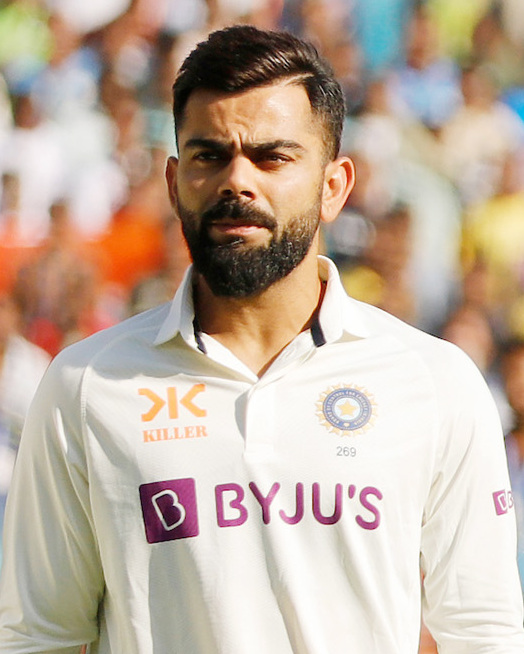
2010年代から2020年代のクリケット界を代表するトップスターのヴィラット・コーリ

現在や過去の主な選手は以下の通りである。
- ラヴィチャンドラン・アシュウィン
- スニール・ガヴァスカール
- ヴィラット・コーリ
- ロヒット・シャルマ
- ハルバジャン・シン
- ユブラジ・シン
- ヴィレンダー・セーワグ
- シカール・ダワン
- カピル・デヴ
- サチン・テンドルカール
- マヘンドラ・シン・ドーニ
- ラーフル・ドラヴィド
- ハルディク・パンディア
- ジャスプリット・ブムラ
- スレシュ・ライナ
- K・L・ラーフル